# Olajos Béla
Olajos Béla (Gödöllő, 1910. december 2. – Csíkszereda, 1991. április 18.) magyar festő.

## Élete és munkássága
Polgári értelmiségi családban született.
1929-ben érettségizett a helybeli római katolikus gimnáziumban. 1931-től négy tanéven át filozófiát hallgatott Veszprémben. 1934-1939 között a budapesti Képzőművészeti Főiskolán festészetet tanult Szőnyi István osztályában, aki már hallgatóként tanársegédi teendőkkel bízta meg. Tanárai közé tartozott Megyer Meyer Antal, Kandó László, Bory Jenő és Aba-Novák Vilmos.
1939-ben festőművészi és rajztanári diplomát szerzett. Az 1940-es, második bécsi döntést követően a magyar állam számos jól képzett tanárt, mérnököt és más szakértelmiségit küldött a visszacsatolt területekre, így 1941-ben kinevezték helyettes tanárnak a hajdani rangos, technikum jellegű szatmári Fém-és Faipari Szakiskolába.
1942-ben behívták katonának, az orosz fronton teljesített szolgálatot Voronyezs, Minszk, Kijev, Csernyigov körzetében. Még frontszolgálata előtt ismerkedett meg Váczy Magda újságírónővel. 1944-ben összeházasodtak, a párizsi békét követően sem tértek vissza Magyarországra, hanem végleg Szatmárnémetiben telepedtek le. Házasságukból született meg Zsuzsanna leányuk.
1945-ben ő is részt vett a néhány egyéni kiállításból összeálló kollektív tárlaton, a második világháború befejezése utáni első szatmári képzőművészeti eseményen, amelyet a szakszervezetek rendeznek a Főtéri Fehérházban; mivel ismeretlen tettesek három festményét eltulajdonították, életében többé sem itt, sem máshol nem vállalkozott egyéni bemutatkozásra; csoportos tartományi, megyei vagy tematikus tárlatokon azonban rendszeresen jelen volt.
1948 után a felsőfokú faipari szakiskolát tanonciskolává degradálták, s mivel a román nyelvet nem beszélte, ettől kezdve különböző általános iskolákban tanított. Amíg azonban magyar állampolgársága helyett nem kapott román állampolgárságot, címzetes tanári kinevezéshez nem juthatott, ezért különböző más tantárgyak beteg oktatóit is helyettesítette. A család megélhetése végett különböző alkalmi munkákat vállalt, különleges tehetségére a Képzőművészeti Alap is felfigyelt s a törvényes múzeumi ügyintézés csatornáján keresztül számos festménye került svájci, német és svéd tulajdonosokhoz.
Az 1940-1950-es években magyar állampolgársága miatt Szatmár város területét nem hagyhatta el, viszont I. osztályú sakkmesterként különböző bajnokságokon kellett szerepelnie, utazásaira minden alkalommal külön engedélyt bocsátott ki a rendőrség.
A fronton töltött 2 év és a hideg következtében az egészsége megrendült és a hatvanas évektől az állapota állandóan romlott, műtéteken esett át, de tanári tevékenységét odaadással végezte, az 1977-es árvíz idején pedig ő is részt vett az emberek és javak mentésében. Egyre gyakrabban járt lányáékhoz Csíkszeredába egészsége helyreállítása és a Hargita környéki hegyi tájak megörökítése végett.
1975-ben a Megyei Művelődési Bizottság és a Képzőművészek Szövetsége közös kiadásában megjelent 11 szatmári képzőművész albuma, köztük Olajos Bélával.
81 éves korában, 1991. április 18-án hunyt el a csíkszeredai Városi Kórházban. 1995-ben özvegye, Olajos Váczy Magda megírta kettejük emlékiratát.
2008-ban Erdős Judit muzeológus-művészettörténész rendezte meg második egyéni kiállítását az Erdős J. Pál Galériában a Szatmári Képtár és Erdei Péter magángyűjteményének az anyagából.